# Santa Cruz de Bravo (kommun)
Santa Cruz de Bravo är en kommun i Mexiko.   Den ligger i delstaten Oaxaca, i den sydöstra delen av landet, 230 km söder om huvudstaden Mexico City.